# Hemosiderina
La hemosiderina es un pigmento de color amarillo-dorado o pardo y aspecto granuloso o cristalino que deriva de la hemoglobina cuando hay más hierro del necesario en el cuerpo. Consiste en agregados micelares de ferritina, molécula que tiene la función de servir de reservorio de hierro.

## Origen
Se forma por descomposición de la hemoglobina en la globina y el grupo hemo, y posteriormente de este en hemosiderina y biliverdina.

## Detección
Se detecta en la sangre, mediante la tinción en fresco con azul de Prusia.

## Hemosiderosis

### Fisiopatología
Normalmente, existen depósitos de hemosiderina en las células fagocíticas del bazo, hígado, médula ósea y ganglios linfáticos.
Cuando sus niveles sanguíneos son muy altos, es indicador de patología. Su depósito patológico se denomina hemosiderosis, ya sea en órganos donde normalmente hay hemosiderina o en los que no (por ejemplo, los pulmones). Puede ser, a su vez, localizada o generalizada; cuando hay exceso local o general de hierro la ferritina forma gránulos de hemosiderina. Así pues, la hemosiderina corresponde a conglomerados de micelas de constitución amorfa de ferritina.
En muchos estados patológicos, el exceso de hierro hace que se acumule hemosiderina en las células.
- Datos: Q422203
- Multimedia: Hemosiderin / Q422203